# پاچاک پاتا
پاچاک پاتا (به اسپانیایی: Pachak Pata) یک کوه در پرو است که در Peru, Apurímac Region واقع شده‌است. پاچاک پاتا ۴٬۸۰۰ متر بالاتر از سطح دریا واقع شده‌است.